# 대한민국 형사소송법 제279조
대한민국 형사소송법 제279조는 재판장의 소송지휘권에 대한 형사소송법의 조문이다.

## 조문
제279조(재판장의 소송지휘권)공판기일의 소송지휘는 재판장이 한다.

第279條(裁判長의 訴訟指揮權)公判期日의 訴訟指揮는 裁判長이 한다.

## 참고 문헌
- 손동권 신이철, 새로운 형사소송법(초판, 2013), 세창, 2013. ISBN 9788984114081